# Sophie Auguste Tilebein
Sophie Auguste Tilebein (* 20. Dezember 1771 in Göttingen; † 21. August 1854 in Züllchow bei Stettin; eigentlich Sophie Caroline Auguste Tilebein geb. Pepin, verw. Buyrette) war eine deutsche Malerin und Grafikerin, Organisatorin des kulturellen Lebens in Stettin und begründete einen künstlerischen Salon in Stettin.

## Leben und Wirken

### Abstammung

Das Ehepaar Tilebein an der Herzogseiche (Gemälde von Friedrich Georg Weitsch)

Sophie Auguste Tilebein hatte französische und englische Wurzeln. Sie war die Tochter des aus England stammenden Dozenten der englischen Sprache an der Universität Göttingen Philipp Heinrich Pepin und dessen Ehefrau Henriette Luise Perard, der Tochter eines kgl. Hofpredigers der französisch-reformierten Gemeinde in Stettin, die im Wochenbett verstarb.

### Jugendjahre
Ihr Vater liebte sie sehr, war aber ohne Mutter nicht in der Lage, für die Erziehung zu sorgen. Deshalb wurde das Kind von Verwandten der Mutter, insbesondere dem Prediger der französisch-reformierten Gemeinde in Hannover Armand erzogen. Sophie Auguste wurden die Grundlagen der Geographie, Botanik, Religion, Literatur, Sprachen gelehrt, sie spielte Cembalo und pflegte den Gesang. Mit ihrem Vater ging sie nach Berlin und dann nach Paris.

### Heirat mit Jean Rodolphe Buyrette
Im Jahre 1790, also mit 19 Jahren, heiratete Sophie Auguste in Stettin den 55-jährigen Kaufmann Jean Rodolphe Buyrette, der durch den Handel mit Holz und Wein, Schiffbau und eine eigene Reederei wohlhabend geworden war. Geschätzt wurde schon zu dieser Zeit ihre Gastfreundschaft und ihre sozialen Fähigkeiten. Nach sechs Jahren Ehe verstarb Jean Rodolphe Buyrette am 1. Oktober 1796.

### Heirat mit Carl Gotthilf Tilebein
Weniger als ein Jahr nach dem Tod ihres ersten Mannes heiratete Sophie Auguste zum zweiten Mal. Carl Gotthilf Tilebein war der Sohn des Kaufmanns Gotthilf Friedrich Tilebein, der mit Wein, Getreide und Holz handelte und dadurch wohlhabend geworden war. Carl Gotthilf Tilebein wurde 1806 der Ehrentitel „Geheimer Kommerzienrat“ verliehen, sodass seine Frau als „Geheimrätin“ angeredet wurde.
Carl Gotthilf Tilebein war schon als junger Mann für sieben Jahre ins Ausland geschickt worden, um den Beruf des Kaufmanns zu erlernen. Er war auch einige Zeit in Bordeaux gewesen, um die Geheimnisse des Weinbaus und der Herstellung des Weines zu erlernen. 1784 kehrte er nach Stettin zurück und arbeitete zunächst bei seinem Vater. Nach dessen Tod im Jahre 1787 führte er das Unternehmen unter der Ta. Tilebein & Comp. zunächst mit seinem Schwager Johann Tobias Piefke fort, der 1792 verstarb. Er gehörte zu einem Kreis von engen Freunden der Prinzessin Elisabeth von Braunschweig.
Er hatte Sophie Auguste schon kennengelernt, als sie noch mit Buyrette verheiratet war. Später half er der Witwe in Finanzfragen. Die Heirat fand in der Kirche St. Gertrud in Stettin am 31. Juli 1797 statt. Nach einer bescheidenen Hochzeit (da nach dem Tod ihres ersten Mannes noch kein Jahr vergangen war) ging das junge Paar auf eine elf Monate lange Hochzeitsreise durch viele Länder in Europa, in der sie sechs Monate in Paris zunächst in einer angemieteten 5-Zimmer-Wohnung im Hotel du Nord und danach in einer 5-Zimmer-Wohnung nahe den Theatern, die häufig besucht wurden, wohnten. Sie traf dort ihren Vater wieder, der in Paris als Professor tätig war. Während ihr Ehemann seine Handelsinteressen ausbauen konnte, widmete sich die junge Frau ihrer geistigen und künstlerischen Fortbildung. Neben dem Gitarren- und Gesangunterricht lernte sie Italienisch und beschäftigte sich mit dem Studium der Literatur und dem Klavierspielen. Die Eheleute machten die Bekanntschaft mit vielen französischen Persönlichkeiten. Sie trafen aber auch viele frühere Bekannte wieder, die sie aus Stettin kannten.
Während der Hochzeitsreise leitete der Schwager Piefke das Geschäft allein. Er verstarb kurz nach der Rückkehr der Eheleute Tilebein, sodass Carl Gotthilf Tilebein das Geschäft bis zu seinem Tode allein führte.

### Schloss in Züllchow
Schon während ihrer ersten Ehe mit Jean Rodolphe Buyrette hatte dieser für seine Ehefrau im Jahre 1795 ein ländliches Büdnerhaus mit Garten auf einer Oder-Anhöhe in Züllchow erworben. Dieser Grundbesitz wurde später bedeutend vergrößert.
Die Eheleute Tilebein beabsichtigten, ihr Stadthaus zu verkaufen und auf diesem Grundstück ein Landhaus bauen zu lassen, und gaben an den Architekten Karl Friedrich Schinkel den Auftrag zu einem Entwurf. Die Entwürfe, die der Schinkel damals zeichnete und nach denen man in Stettin lange gesucht hat, sind vor nicht langer Zeit in Münster/Westfalen wieder aufgetaucht. Sie stellen ein repräsentatives, zwei Stockwerke hohes und sieben Fensterachsen breites Gebäude mit Anfahrtrampe und Säulenvorbau vor der Frontmitte dar. Die Ausführung unterblieb jedoch, da im Oktober 1806 die Franzosen in Stettin einmarschierten. Auch gefiel Sophie Auguste Tilebein der Entwurf nicht. Sie äußerte sich unter Bezugnahme auf ihre Freunde Friedrich Georg Weitsch und Friedrich Wilhelm von Schadow zu dem Entwurf mit der Bemerkung, dass Schinkel zwar Wert auf Pracht und großen Geschmack, nicht aber auf Zweckmäßigkeit und bürgerliche Behaglichkeit lege. Er baue immer für Fürsten und Herren, nicht aber für den wirklichen Eigentümer.
Als das Ehepaar im Jahre 1809 das Hausbauprojekt wieder aufnahm, zeichnete Sophie Auguste Tilebein daher selbst einen Riss und ließ ihn durch einen Stettiner Zimmermeister ausführen.
Es entstand ein schlossartiges Landhaus mit Theatersaal, Musiksaal und einer Bibliothek.
Am 12. Juni 1822 besichtigte der preußische Kronprinz Friedrich Wilhelm „das angenehme Landhaus der geheimen Räthinn Tilebein in Zülchow“.

### Salon in Züllchow

Gruß an Züllchow, komponiert von Carl Loewe

Das Ehepaar Tilebein bildete den kulturellen Mittelpunkt des gesellschaftlichen Lebens in Stettin.
Zwischen 1790 und 1806 sowie 1820 und 1833 und führte Rahel Levin bzw. nach ihrer Verheiratung Rahel Varnhagen in Berlin einen literarischen Salon (Salon der Rahel Varnhagen), in dem Dichter, Naturforscher, Politiker, Gesellschaftsgrößen und Aristokraten auf einer Ebene miteinander verkehrten. Bei einem siebenwöchigen Aufenthalt in Berlin im Jahre 1805, in dem die Eheleute Tilebein im renommierten Hotel „Stadt Paris“ wohnten, lernten diese durch den befreundeten schwedischen Geschäftsträger Carl Gustav von Brinkmann auch Rahel Levin kennen, in deren Salon Frau Tilebein mehrmals als Gast erschien.
Dies bestärkte den Gedanken, auch in Stettin einen derartigen Salon zu begründen. Es wurden bei den Eheleuten Tilebein einheimische Künstlerpersönlichkeiten wie der Komponist Carl Loewe und der Dichter Ludwig Giesebrecht sowie auch auswärtige Künstler wie der Berliner Schauspieler und August Wilhelm Iffland eingeladen.
Besucher waren auch der Oberpräsident der Provinz Pommern Johann August Sack, der Feldmarschall Friedrich Graf Wrangel, der Generalarzt August Ferdinand Wasserfuhr, Goethes Enkelsöhne Walther und Wolfgang, deren Mutter Ottilie geb. von Pogwisch, die Prinzessin Elisabeth von Braunschweig und der Prinz Louis Ferdinand von Preußen.
Carl Loewe, der von Frau Tilebein gefördert wurde und sehr oft Gast in Züllchow gewesen war, vertonte aus Dankbarkeit mehrere Gedichte von Heinrich Wilhelm von Gerstenberg u. a. einen „Gruß an Züllchow“, die Loewe der „Geheimrätin“ Tilebein widmete

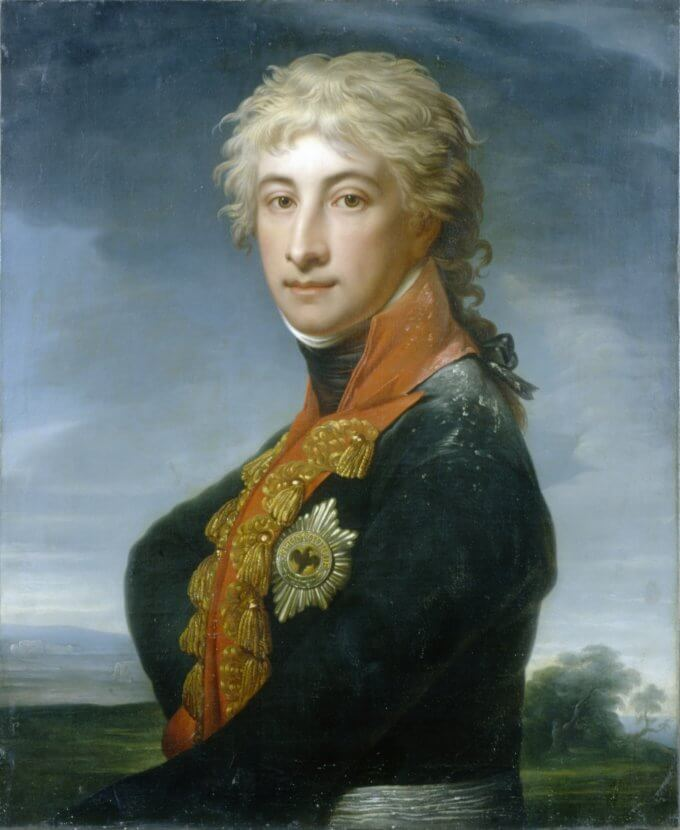
Louis Ferdinand von Preußen (1772–1806)
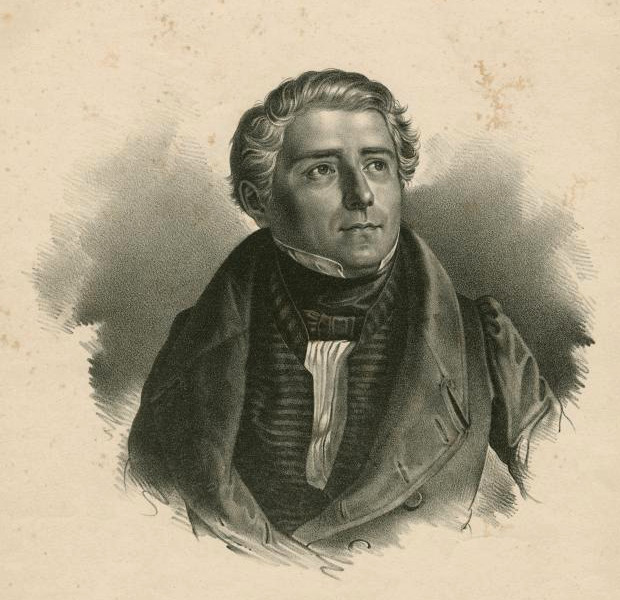
Carl Loewe
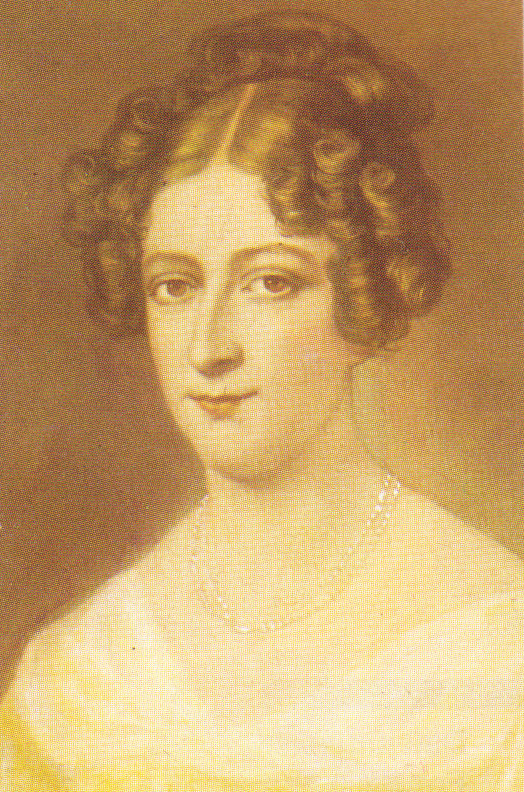
Rahel Levin
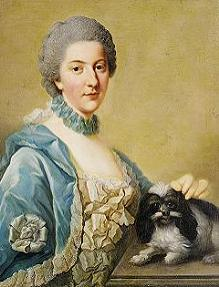
Elisabeth Christine Ulrike von Braunschweig-Wolfenbüttel

### Witwenjahre
Carl Gotthilf Tilebein starb am 7. Juli 1820 nach kurzer Krankheit. Seine Ehefrau begrub ihn im eigenen Park in einer Gruft. Später ließ sie nach ihrem Entwurf ein Mausoleum errichten.
Nach dem Tod ihres Mannes setzte sie ihre künstlerische und soziale Tätigkeit fort. Sie war weiterhin eine Förderin für viele Künstler in Stettin, und ihre Unterstützung war von großer Bedeutung. Frau Tilebein starb am 21. August 1854 in Züllchow und wurde in dem Mausoleum neben ihrem Mann begraben.

## Tilebeinstiftung
Sophie Auguste Tilebein hatte keine Kinder. In ihrem Testament war etwas von dem Geldvermögen für Pensionen für Freunde und Bedienstete vorgesehen. Der verbleibende Nachlass, insbesondere der Grundbesitz in Züllchow, wurde für die Gründung der Tilebein-Stiftung verwandt. Diese hatte vom Ursprung her den Zweck, als Träger eines Altersheimes in den Gebäuden in Züllchow älteren bedürftigen Damen, die aus Pommern, vorwiegend aus Stettin, stammen, einen sorgenfreien Lebensabend zu verschaffen.
Die Stiftung überstand die schwierigen Jahre vor allem nach dem Zweiten Weltkrieg, als die deutsche Wirtschaft zusammengebrochen war.
In der Nacht vom 29. bis 30. August 1944 wurden durch die Kriegsereignisse der Palast und die Seitengebäude vernichtet, ohne dass Menschen getötet wurde. Mausoleum und Gärtnerhaus blieben unzerstört und wurden später abgerissen. Zum Zeitpunkt der Bombardierung gab es im Palast keine Wertsachen mehr. Sie waren ausgelagert worden. Was mit ihnen nach dem Krieg geschah, ist nicht bekannt.
Unter der Bezeichnung „Tilebein-Stiftung Stettin-Züllchow“ wurde die Stiftung mit dem neuen Sitz in Kiel in das Stiftungsverzeichnis eingetragen. Solange ein geeignetes Heim nicht zur Verfügung steht, sollen nunmehr aus den Nettoerträgen des Stiftungsvermögens hilfsbedürftigen und wirtschaftlichen bedürftigen Damen, die aus Pommern, bevorzugt aus Stettin, stammen oder dort leben, möglichst zum Weihnachtsfest Geldzuwendungen gewährt werden.